# 恋愛フェイズ
『恋愛フェイズ』は、2015年9月25日に戯画より発売されたアダルトゲーム。

## あらすじ
彼女いない歴＝年齢の主人公は、ネット友達との会話中に屈辱的な一言を受け、クリスマスを恋人と過ごすために、主人公の 恋の段階 が進み始める。

## 登場人物
八重垣 准（やえがき じゅん）
本作の主人公。2年生で恥ずかしがり屋。
出雲 霞（いずも かすみ）
声 - 百乃結那
身長：161cm スリーサイズ：B90（G）/ W55/ H86
成績は優秀だが、運動は苦手。
加々美 涼羽（かがみ すずは）
声 - shizuku
身長：172cm スリーサイズ：B99（H）/ W62/ H89
主人公の従姉で生徒会長。
久美浜 ゆき（くみはま ゆき）
声 - 橘まお
身長：155cm スリーサイズ：B87（G）/ W56/ H83
主人公と同じクラスの温和で控えめな優等生で家庭的な委員長。
天乃 澪衣（あまの れい）
声 - ヒマリ
身長：158cm スリーサイズ：B91（F）/ W58/ H92
ネット上では男性（ネナベ）として振舞う臆病で引っ込み思案なヲタク系女子。
兎波 こころ （となみ こころ）
声 - 藤咲ウサ
身長：145cm スリーサイズ：B72（A）/ W48/ H70
主人公と涼羽とは幼なじみの関係の無口系ロリクール。
AMATERAS （アマテラス）
主人公のネット上の知り合いで色々と気遣って様々なアドバイスをしてくれる。